# Steriphodon scoparius
Steriphodon scoparius es una especie de coleóptero de la familia Anthicidae.

## Distribución geográfica
Habita en la India.